# Dębnik (województwo lubuskie)
Dębnik – mała osada leśna w Polsce położona w województwie lubuskim, w powiecie strzelecko-drezdeneckim, w gminie Dobiegniew.
W latach 1975–1998 miejscowość administracyjnie należała do województwa gorzowskiego.
Inne miejscowości o nazwie Dębnik: Dębnik